# لا هابرا (كاليفورنيا)
لا هابرا (بالإنجليزية: La Habra )‏ هي إحدى مدن مقاطعة أورانج، كاليفورنيا. تم إعطاءها لقب مدينة في 20 يناير، 1925.

## التركيبة السكانية
حدّد مكتب تعداد الولايات المتحدة بيانات التركيبة السكانية للا هابرا في تعداد الولايات المتحدة. في ما يلي، التركيبة السكانية حسب تعدادي 2000 و2010.

### تعداد عام 2000
بلغ عدد سكان لا هابرا 58,974 نسمة بحسب تعداد عام 2000، وبلغ عدد الأسر 18,947 أسرة وعدد العائلات 14,013 عائلة مقيمة في المدينة. في حين سجلت الكثافة السكانية 3,012 نسمة لكل كيلومتر مربع (7,801.0/ميل2). وبلغ عدد الوحدات السكنية 19,441 وحدة بمتوسط كثافة قدره 992.9 لكل كيلومتر مربع (2,571.6/ميل2).
وتوزع التركيب العرقي للمدينة بنسبة 63% من البيض و1.57% من الأمريكيين الأفارقة و0.96% من الأمريكيين الأصليين و5.93% من الأمريكيين ذوي الأصول الآسيوية و0.22% من سكان جزر المحيط الهادئ و23.66% من الأعراق الأخرى و4.67% من عرقين مختلطين أو أكثر و49.04% من الهسبانيون أو اللاتينيون من أي عرق.
بلغ عدد الأسر 18,947 أسرة كانت نسبة 43.6% منها لديها أطفال تحت سن الثامنة عشر تعيش معهم، وبلغت نسبة الأزواج القاطنين مع بعضهم البعض 54.5% من أصل المجموع الكلي للأسر، ونسبة 13.5% من الأسر كان لديها معيلات من الإناث دون وجود شريك، بينما كانت نسبة 5.9% من الأسر لديها معيلون من الذكور دون وجود شريكة وكانت نسبة 26% من غير العائلات. تألفت نسبة 21% من أصل جميع الأسر من عدة أفراد يعيشون في نفس المنزل ونسبة 8% كانت تتألف من شخص يعيش بمفرده يبلغ من العمر 65 عاماً أو أكثر. وبلغ متوسط حجم الأسرة المعيشية 3.08، أما متوسط حجم العائلات فبلغ 3.56.
بلغ العمر الوسطي للسكان 31.5 عاماً. وكانت نسبة 29.1% من القاطنين تحت سن الثامنة عشر، وكانت نسبة 10.3% بين الثامنة عشر والرابعة والعشرين عاماً، ونسبة 31.6% كانت واقعةً في الفئة العمرية ما بين الخامسة والعشرين والرابعة والأربعين عاماً، ونسبة 18.1% كانت ما بين الخامسة والأربعين والرابعة والستين، ونسبة 9.9% كانت ضمن فئة الخامسة والستين عاماً فما فوق. يوجد لكل 100 أنثى 97.9 ذكر، ويوجد لكل 100 أنثى في الثامنة عشر من عمرها فما فوق 95.7 ذكر.
بلغ متوسط دخل الأسرة في المدينة 47,652 دولارًا، أما متوسط دخل العائلة فبلغ 51,971 دولارًا. وكان متوسط دخل الذكور 36,813 دولارًا مقابل 30,466 دولارًا للإناث. وسجل دخل الفرد الخاص بالمدينة 18,923 دولارًا. وكانت نسبة 9.1% من العائلات ونسبة 12.9% من السكان تحت خط الفقر، وكان من هؤلاء نسبة 18.4% تحت سن الثامنة عشر ونسبة 8% في الخامسة والستين من العمر وما فوق.

### تعداد عام 2010
بلغ عدد سكان لا هابرا 60,239 نسمة بحسب تعداد عام 2010، وبلغ عدد الأسر 18,977 أسرة وعدد العائلات 14,310 عائلة مقيمة في المدينة. في حين سجلت الكثافة السكانية 3,076.6 نسمة لكل كيلومتر مربع (7,968.4/ميل2). وبلغ عدد الوحدات السكنية 19,924 وحدة بمتوسط كثافة قدره 1,017.6 لكل كيلومتر مربع (2,635.6/ميل2).
وتوزع التركيب العرقي للمدينة بنسبة 58.35% من البيض و1.70% من الأمريكيين الأفارقة و0.88% من الأمريكيين الأصليين و9.38% من الأمريكيين ذوي الأصول الآسيوية و0.17% من سكان جزر المحيط الهادئ و25.27% من الأعراق الأخرى و4.24% من عرقين مختلطين أو أكثر و57.19% من الهسبانيون أو اللاتينيون من أي عرق.
بلغ عدد الأسر 18,977 أسرة كانت نسبة 41.8% منها لديها أطفال تحت سن الثامنة عشر تعيش معهم، وبلغت نسبة الأزواج القاطنين مع بعضهم البعض 53.1% من أصل المجموع الكلي للأسر، ونسبة 15.3% من الأسر كان لديها معيلات من الإناث دون وجود شريك، بينما كانت نسبة 7% من الأسر لديها معيلون من الذكور دون وجود شريكة وكانت نسبة 24.6% من غير العائلات. تألفت نسبة 19.2% من أصل جميع الأسر من عدة أفراد يعيشون في نفس المنزل ونسبة 7.6% كانت تتألف من شخص يعيش بمفرده يبلغ من العمر 65 عاماً أو أكثر. وبلغ متوسط حجم الأسرة المعيشية 3.16، أما متوسط حجم العائلات فبلغ 3.58.
بلغ العمر الوسطي للسكان 33.6 عاماً. وكانت نسبة 26.7% من القاطنين تحت سن الثامنة عشر، وكانت نسبة 10.5% بين الثامنة عشر والرابعة والعشرين عاماً، ونسبة 28.8% كانت واقعةً في الفئة العمرية ما بين الخامسة والعشرين والرابعة والأربعين عاماً، ونسبة 23.1% كانت ما بين الخامسة والأربعين والرابعة والستين، ونسبة 10.9% كانت ضمن فئة الخامسة والستين عاماً فما فوق. وتوزع التركيب الجنسي للسكان بنسبة 49.2% ذكور و50.8% إناث.

## أعلام
- آن ستانفورد
- غريغ غينز
- مات إسترادا
- فرنسيس أ. نيكسون
- راي ريتشاردز
- رستي أندرسون
- ألان نيومان
- تكس جيبونز

## الموقع الجغرافي
الموقع الجغرافي للمناطق المحيطة بهذه النقطة هو كالتالي: